# Anadiscalia basalis
Anadiscalia basalis är en tvåvingeart som beskrevs av Charles Howard Curran 1934. Anadiscalia basalis ingår i släktet Anadiscalia och familjen parasitflugor.
Artens utbredningsområde är Panama. Inga underarter finns listade i Catalogue of Life.